# Liste von Lokomotiven und Triebwagen der Thailändischen Staatsbahn (SRT)
Diese Liste führt Lokomotiven und Triebwagen der State Railway of Thailand (SRT) auf.
In Betrieb befindliche Baureihen sind in der Tabelle mit dunklerem Grau hinterlegt.

## Dampflokomotiven
| Type    | Hersteller                                      | Nummer  | Baujahr                    | Bauart              | Anzahl gefertigt | Leistung (PS) | Höchstgeschwindigkeit (km/h) | Bild | Anmerkung                                                      |
| ------- | ----------------------------------------------- | ------- | -------------------------- | ------------------- | ---------------- | ------------- | ---------------------------- | ---- | -------------------------------------------------------------- |
| SRT 51  | Henschel                                        | 51-56   | 1910 (51-54), 1914 (55-56) | C-n2t               | 6                |               |                              |      | geliefert in Normalspur, 1926 umgespurt auf Meterspur          |
| SRT 61  | Brush                                           | 61-66   | 1910                       | C-n2t               | 6                |               |                              |      |                                                                |
| SRT 156 | North British                                   | 156-197 | 1912-1919                  | 2'C-n2              | 42               |               |                              |      |                                                                |
| SRT 222 | Batignolles-Chatillon                           | 222-225 | 1924                       | 2'C1'-h3            | 4                |               |                              |      |                                                                |
| SRT 226 | Baldwin                                         | 226-251 | 1925-1928                  | 2'C1'-h3            | 26               |               |                              |      |                                                                |
| SRT 260 | Hanomag                                         | 260-282 | 1928-1929                  | 2'C1'-h3            | 23               |               |                              |      |                                                                |
| SRT 283 | Hitachi                                         | 283-292 | 1941                       | 2'C1'-h3            | 10               |               |                              |      |                                                                |
| SRT 301 | Baldwin                                         | 301-302 | 1923                       | 1'D1'-h2            | 2                |               |                              |      |                                                                |
| SRT 303 | Baldwin                                         | 303-306 | 1925                       | 1'D1'-h3            | 4                |               |                              |      |                                                                |
| SRT 321 | Batignolles-Chatillon                           | 321-326 | 1924                       | 1'D1'-h2            | 6                |               |                              |      | 326 erhalten in Dong Charoen                                   |
| SRT 331 | SLM                                             | 331-348 | 1907-1915                  | 1'D-h2              | 18               |               |                              |      | 1926-1927 ex Rhätische Bahn                                    |
| SRT 351 | Nippon Sharyo, Kisha Seizo                      | 351-358 | 1936                       | 1'D1'h2             | 8                |               |                              |      | 351 und 353 erhalten in Rangsit                                |
| SRT 451 | Henschel                                        | 451-458 | 1926 / 1936                | 1'D1'-h2 + 1'D1'-h2 | 8                |               |                              |      |                                                                |
| SRT 701 | Hitachi, Kisha Seizo, Mitsubishi, Nippon Sharyo | 701-746 | 1935-1936                  | 1'C-h2              | 46               |               |                              |      | ex JNR C56, 713 und 714 betriebsfähig                          |
| SRT 751 | Beyer-Peacock, Henschel, Werkspoor              | 751-757 | 1922                       | 2'C-h2              | 7                |               |                              |      | ex NIS C52, ex DKA C52, ex NIS 381-400                         |
| SRT 801 | Kitson, North British                           | 801-818 | 1917-1919                  | 2'C1'-h2            | 18               |               |                              |      | ex Malaysia MR 521.01-521.20                                   |
| SRT 821 | Nippon Sharyo                                   | 821-850 | 1949-1950                  | 2'C1'-h2            | 30               |               |                              |      | 824 und 850 betriebsfähig                                      |
| SRT 901 | Hitachi, Kisha Seizo, Mitsubishi                | 901-970 | 1949-1951                  | 1'D1'-h2            | 70               |               |                              |      | 953 betriebsfähig, abgestellt am historischen Bahnhof Thonburi |

## Diesellokomotiven
| Type                | Hersteller                 | Nummer    | Baujahr                           | Bauart         | Anzahl gefertigt | Leistung (PS)   | Höchstgeschwindigkeit (km/h) | Bild | Anmerkung |
| ------------------- | -------------------------- | --------- | --------------------------------- | -------------- | ---------------- | --------------- | ---------------------------- | ---- | --- |
| RSR 21 und 22       | SLM                        | 21-22     | 1928                              | B-dm           | 2                | 200             | 40                           |      | erste Diesellok-Baureihe für Thailand, die spätere SRT 21 ist in Bangkok erhalten |
| SRT-Klasse 23       | Hunslet                    | 23-27     | 1965                              | C-dh           | 5                | 240             | 19                           |      | SRT 24 erhalten in Bangkok, SRT 27 Werklok im AW Bangkok/Makkasan |
| SRT-Klasse 41       | Krauss-Maffei              | 41-45     | 1955                              | C-dh           | 5                | 400             |                              |      | |
| SRT-Klasse 70       | Henschel                   | 70-79     | 1985                              | C-dh           | 10               | 700             | 58                           |      | fast alle abgestellt |
| RSR-Klasse 501      | Henschel, Sulzer, Oerlikon | 501-506   | 1931                              | (A1A)(A1A)'-de | 6                | 450             | 60                           |      | die spätere SRT 504 ist in Bangkok erhalten, die spätere SRT 505 in Cha Am (jeweils ohne Motor) |
| SRT-Klasse 511      | Davenport                  | 511-540   | 1952                              | Bo'Bo'-de      | 30               | 500             | 82                           |      | SRT 525 erhalten in Chiang Rai, Train Library Singhaclai Road/Thaluang Road |
| RSR 551 ... 556     | Frichs                     | 551-556   | 1931                              | 2'Do2'-de      | 6                | 1000 (2 × 500)  | 75                           |      | SRT 555 erhalten in Prachuab Khiri Khan/Waghor, baugleich mit DSB MX 131-132 |
| SRT-Klasse 561      | Henschel, Sulzer, Oerlikon | 561-563   | 1951                              | (A1A)(A1A)'-de | 3                | 960             | 65                           |      | |
| SRT-Klasse 571      | Davenport                  | 571-585   | 1955                              | Co'Co'-de      | 15               | 1000 (2 × 500)  | 85                           |      | SRT 579 und SRT 580 abgestellt in Bangkok/Bang Sue |
| RSR 601             | Frichs                     | 601       | 1932                              | 2'DoDo'2-de    | 1                | 1650 (2 × 825)  | 45                           |      | Einzelstück, abgestellt in Bangkok/Bang Sue |
| SRT-Klasse 611      | Hitachi, MAN               | 611-630   | 1958                              | C'C'-dh        | 20               | 1040            | 70 / 90                      |      | |
| SRT-Klasse 651      | Henschel, Sulzer, Oerlikon | 651-654   | 1945                              | Bo'Bo'-de      | 4                | 735             |                              |      | |
| SRT-Klasse 661      | Hitachi, MAN               | 661-670   | 1961                              | C'C'-dh        | 10               | 1040            | 90                           |      | SRT 666 abgestellt in Thung Song SRT 669 abgestellt in Bangkok |
| SRT 3001            | Henschel                   | 3001-3027 | 1963 und 1964                     | B'B'-dh        | 27               | 1200            | 90                           |      | SRT 3026 erhalten in Kantang |
| SRT-Klasse M1500BB  | Krupp und Krauss-Maffei    | 3101-3130 | 1969                              | B'B'-dh        | 30               | 1500            | 90                           |      | |
| GE UM12C            | General Electric           | 4001-4050 | 1964 (4001-4040) 1966 (4041-4050) | Co'Co'-de      | 50               | 1320 (2 × 660)  | 90                           |      | Wurden zw. 2010-2011 instand gesetzt. |
| SRT-Klasse AD24C    | Alstom                     | 4101-4154 | 1974–1975                         | Co'Co'-de      | 54               | 2400            | 90                           |      | |
| SRT-Klasse AD24C    | Alstom, Henschel und Krupp | 4201-4230 | 1980                              | Co'Co'-de      | 30               | 2400            | 100                          |      | Zweite Bestellung der AD24C, gebaut unter Lizenz von Henschel und Krupp. |
| SRT-Klasse AD24C    | Alstom                     | 4301-4309 | 1983                              | Co'Co'-de      | 9                | 2400            | 100                          |      | |
| SRT-Klasse AD24C    | Alstom                     | 4401-4420 | 1985                              | Co'Co'-de      | 20               | 2400            | 100                          |      | Letzte Bestellung der AD24C. |
| SRT-Klasse 8FA-36C  | Hitachi                    | 4501-4522 | 1993                              | Co'Co'-de      | 22               | 2860 (2 × 1430) | 100                          |      | Erste Bestellung, mit MAN B&W Diesel, später durch Cummins KTTA-50L. |
| SRT-Klasse CM22-7i  | General Electric           | 4523-4560 | 1995–1996                         | Co'Co'-de      | 38               | 2860 (2 × 1430) | 100                          |      | |
| SRT-Klasse 5101     | CRRC Qishuyan              | 5101-5120 | 2013-2015                         | Co'Co'-de      | 20               | 3190            | 100                          |      | Die Dieselloks kommen im Güterverkehr zum Einsatz. |
| SRT-Klasse QSY 5201 | CRRC Qishuyan              | 5201-5250 | 2021–2022                         | Co'Co'-de      | 50               | 3218            | 120                          |      | Anfang Februar 2022 hat die Staatsbahn 20 von 50 neuen Lokomotiven aus China erhalten. Bis Februar 2023 wurden die restlichen Loks ausgeliefert. Die dieselelektrischen Loks kommen im Schienenpersonenfernverkehr zum Einsatz. |

## Dieseltriebzüge
| Type               | Hersteller                                    | Nummer                                 | Baujahr   | Anzahl gefertigt | Leistung (PS) | Höchstgeschwindigkeit (km/h) | Bild | Anmerkung |
| ------------------ | --------------------------------------------- | -------------------------------------- | --------- | ---------------- | ------------- | ---------------------------- | ---- | --- |
| SRT-Klasse RHN     | Hitachi                                       | 1011-1048 (Triebwagen) 11-48 (Waggons) | 1967      | 38+38            | 220           | 90                           |      | Jetzt als Nahverkehrszug der Nordostlinie eingesetzt. Einige mit Nathan K3LA-Hörnern installiert. Eine Einheit wurde an die Royal Railways Cambodia gespendet. |
| SRT-Klasse RTS     | Tokyu                                         | D9-D16 (Triebwagen) TS4-TS7 (Waggons)  | 1971      | 8+4              | 220           | 70                           |      | |
| SRT-Klasse THN     | Tokyu, Hitachi und Nippon Sharyo              | 1101–1140                              | 1983      | 40               | 235           | 105                          |      | Ähnlich wie NKF. |
| SRT-Klasse NKF     | Nippon Sharyo, Hitachi, Fuji Heavy Industries | 1201–1264, 2101-2112                   | 1985      | 64+12            | 235           | 105                          |      | Ähnlich wie THN, aber mit Plastiksitzen. |
| SRT-Klasse ASR     | BREL, Derby Works                             | 2501–2512, 2113-2120                   | 1991      | 12+8             | 285           | 120                          |      | |
| SRT-Klasse APD .20 | Daewoo Heavy Industries                       | 2513-2524, 2121-2128                   | 1995      | 10+8             | 298           | 120                          |      | |
| SRT-Klasse APD .60 | Daewoo Heavy Industries                       | 2525-2544, 1101-1140                   | 1996      | 20+40            | 298           | 120                          |      | |
| KIHA183            | Fuji Heavy Industries                         |                                        | 1981–1982 | 17               | 220~660       | 110                          |      | Geschenkte Züge der Hokkaido Railway Company. Inbetriebnahme nach Renovierung und Umbau Mitte 2022. Die Züge werden für touristische Zwecke eingesetzt.        |
| KIHA 40/48         | Fuji Heavy Industries und Niigata Tekkō       |                                        | 1977–1983 | 20               | 217           | 95                           |      | Geschenkte Züge der East Japan Railway Company. Inbetriebnahme nach Renovierung und Umbau 2024.                                                                |

## Elektrotriebzüge

### Nahverkehr
| Typ             | Hersteller                     | Baujahr | Anzahl gefertigt | Stromsystem                              | Höchstgeschwindigkeit (km/h) | Bild | Anmerkung                                             |
| --------------- | ------------------------------ | ------- | ---------------- | ---------------------------------------- | ---------------------------- | ---- | ----------------------------------------------------- |
| Siemens Desiro  | Siemens Mobility               | 2007    | 5                | Wechselspannung 25 kV, 50 Hz Oberleitung | 160                          |      | City-Line-Triebzug des Suvarnabhumi Airport Rail Link |
| Siemens Desiro  | Siemens Mobility               | 2007    | 4                | Wechselspannung 25 kV, 50 Hz Oberleitung | 160                          |      | Express-Triebzug des Suvarnabhumi Airport Rail Link   |
| Hitachi A-Train | Hitachi Transportation Systems | 2019    | 25               | Wechselspannung 25 kV, 50 Hz Oberleitung | 160                          |      | Einsatz auf den SRT-Redline-Vorortstrecken            |

### Hochgeschwindigkeit
| Typ            | Hersteller | Baujahr | Anzahl gefertigt | Stromsystem                              | Höchstgeschwindigkeit (km/h) | Bild | Anmerkung                       |
| -------------- | ---------- | ------- | ---------------- | ---------------------------------------- | ---------------------------- | ---- | ------------------------------- |
| Fuxing-CR300AF | CRRC, Ltd. | ?       | ?                | Wechselspannung 25 kV, 50 Hz Oberleitung | 300                          |      | Hochgeschwindigkeitsbahnprojekt |